# 1932 au Maroc
Chronologie du Maroc
- 1928
- 1929
- 1930
- 1931
- 1932
- 1933
- 1934
- 1935
- 1936

Cet article présente les faits marquants de l'année 1932 au Maroc ou relatifs au Maroc.

## Événements
- Effectifs militaires français au Maroc : 76 147 [1].
- 15 janvier, pacification du Maroc : les forces coloniales, commandées par le général Henri Giraud, attaquent le Tafilalet qui est soumis le lendemain[2].